# Idaea gravipes
Idaea gravipes là một loài bướm đêm trong họ Geometridae.